# Lekarz mafii
Lekarz mafii (ang. The Mob Doctor, 2012–2013) – amerykański serial, wyprodukowany przez Sony Pictures Television i emitowany w stacji FOX od 17 września 2012 roku do 7 stycznia 2013 roku.

## Fabuła
Młoda i utalentowana kardiochirurg pracująca w szpitalu w Chicago, aby spłacić długi rodziny, musi być na każde zawołanie mafii, nawet jeśli stawia wszystkich, także rodzinę i przyjaciół, w niebezpieczeństwie.

## Obsada
- Jordana Spiro jako Grace Devlin
- William Forsythe jako Alexander Constantine
- Željko Ivanek jako doktor Stafford White
- Zach Gilford jako Brett Robinson
- Jaime Lee Kirchner jako Olivia Watson
- Floriana Lima jako Rosa Quintero
- James Carpinello jako Franco
- Kevin J. O’Connor jako Stavos Kazan
- Michael Rapaport jako Paul Moretti
- Jennifer Beals jako Celeste LaPree
- Jesse Lee Soffer jako Nate Devlin
- Mike Starr jako Al Trapani

W epizodach zagrali m.in. Brian Goodman, Michael Madsen, Brendan Hines, Laura Breckenridge, Kevin Corrigan, Austin Nichols.

## Odcinki
| Seria | Odcinki | Premiera serii   | Finał serii     | Premiera serii | Finał serii |
| ----- | ------- | ---------------- | --------------- | -------------- | ----------- |
| 1     | 13      | 17 września 2012 | 7 stycznia 2013 | 1 marca 2013   | bd.         |

### Spis odcinków
| Światowa premiera | Nr | Angielski tytuł   |
| ----------------- | -- | ----------------- |
|                   |    |                   |
| SERIA PIERWSZA    |    |                   |
|                   |    |                   |
| 17.09.2012        | 01 | Pilot             |
|                   |    |                   |
| 24.09.2012        | 02 | Family Secrets    |
|                   |    |                   |
| 01.10.2012        | 03 | Protect and Serve |
|                   |    |                   |
| 08.10.2012        | 04 | Change of Heart   |
|                   |    |                   |
| 05.11.2012        | 05 | Legacy            |
|                   |    |                   |
| 12.11.2012        | 06 | Complications     |
|                   |    |                   |
| 19.11.2012        | 07 | Turf War          |
|                   |    |                   |
| 26.11.2012        | 08 | Game Changers     |
|                   |    |                   |
| 03.12.2012        | 09 | Fluid Dynamics    |
|                   |    |                   |
| 29.12.2012        | 10 | Confessions       |
|                   |    |                   |
| 31.12.2012        | 11 | Sibling Rivalry   |
|                   |    |                   |
| 05.01.2013        | 12 | Resurrection      |
|                   |    |                   |
| 07.01.2013        | 13 | Life and Death    |
|                   |    |                   |